# Тимушев, Андрей Иванович
Андрей Иванович Тимушев (род. 10 мая 1971 года) — советский, российский и казахстанский игрок в хоккей с мячом.

## Карьера

### Клубная карьера
Воспитанник сыктывкарского хоккея с мячом. Первый тренер — тренер Плосков А. П.. В 1988—1991 годах играл в составе «Строителя».
В 1991—1993 годах играл в столице Казахстана в составе местного «Динамо». В сезоне 1991/92 стал бронзовым призёром чемпионата СНГ.
В 1993—1996 годах снова в составе «Строителя».
В 1996 году выехал в Швецию, где выступал за IFK «Vänersborg» (1997—2000), «Gripen/Trollhättan» BK (2000—2005). В 2005 году вернулся в Россию, но отыграв один сезон в «Маяке», снова выехал в Швецию. Играл за IF «Stjärnan» (2006-07) и «Vargöns» BK (2007-09).

### Карьера с сборных
В 1987 году стал чемпионом мира среди юношей. В составе молодёжной сборной СНГ стал серебряным призёром чемпионата мира по хоккею с мячом среди молодёжных команд 1992 года.
Не получив приглашение от тренеров сборной России, согласился выступать за сборную Казахстана. В составе казахстанцев играл с 1993 до 2006 год и дважды стал бронзовым призёром чемпионатов мира (2003, 2005).